# Deutscher Turn-Verband der DDR
Der Deutsche Turn-Verband (DTV) war der Turnverband der DDR und damit einer der Sportverbände im Deutschen Turn- und Sportbund.
Er wurde am 3. Mai 1958 in Leipzig gegründet. Im Zuge der Wiedervereinigung erfolgte am 8./9. September 1990 auf dem Deutschen Turntag in Hannover der Beitritt zum Deutschen Turner-Bund (DTB). Die Präsidenten des DTV waren von 1958 bis 1969 Erich Riedeberger und von 1970 bis 1990 Günter Borrmann.
Der DTV war unter anderem zuständig für die Breiten- und Spitzenturner der DDR und die Turnnationalmannschaft. Er war Ausrichter von nationalen und internationalen Turnmeisterschaften und der Turn- und Sportfeste der DDR.
Stellvertretend für viele erfolgreiche Turner der DDR seien hier genannt: Maxi Gnauck, Dagmar Kersten, Karin Janz, Erika Zuchold, Klaus Köste, Sylvio Kroll, Sven Tippelt und Andreas Wecker.
Verbandszeitschrift war bis 1990 Gymnastik und Turnen.